# Navy Cross
La Navy Cross ("Croce della marina") è dal 1943 la più alta onorificenza che può essere assegnata dal dipartimento della Marina degli Stati Uniti ed è seconda solo alla Medal of Honor. Normalmente viene assegnata ai membri della Marina, del Corpo dei Marine e della Guardia Costiera, ma può essere assegnata a qualsiasi membro delle Forze armate statunitensi o militare straniero.
Fu istituita con l'atto del Congresso numero 65-253 il 4 febbraio 1919, retroattiva al 6 aprile 1917.  
La Navy Cross è l'equivalente della marina per la Distinguished Service Cross dell'esercito e della Air Force Cross per l'aviazione.

## Storia
La Navy Cross fu istituita in parte in seguito all'entrata in guerra degli Stati Uniti nella prima guerra mondiale. Molte nazioni europee avevano l'usanza di onorare gli eroi di altre nazioni, ma all'epoca la Medal of Honor era l'unica onorificenza statunitense al valore. L'esercito istituì la Distinguished Service Cross e la Distinguished Service Medal nel 1918, mentre la Marina seguì l'esempio nel 1919, con effetto retroattivo al 6 aprile 1917. 
In origine, la Navy Cross aveva una precedenza inferiore rispetto alla Medal of Honor e alla Navy Distinguished Service Medal, perché veniva conferita sia per eroismo in combattimento sia per "altro servizio distinto". Il Congresso revisionò la disposizione il 7 agosto 1942, rendendo la Navy Cross una decorazione riservata al combattimento, in ordine di precedenza seconda solo alla Medal of Honor. 
Dopo gli attentati dell'11 settembre 2001, la Navy Cross è stata conferita 47 volte, su due delle quali è stato mantenuto segreto il nome del destinatario. Uno di questi riconoscimenti segreti fu dovuto alle azioni del sergente maggiore dei Marine Tate Jolly durante l'attacco di Bengasi del 2012.

## Criteri di assegnazione
La Navy Cross può essere conferita a qualsiasi membro delle forze amate statunitensi che presti servizio nella U.S Navy, nel Corpo dei Marines o nella Guardia Costiera (quando facente parte del Dipartimento della Marina) che si distingua in azione per un eroismo straordinario che non giustifichi l'assegnazione della Medal of Honor. L'azione deve essere compiuta in una delle tre seguenti circostanze:
1. In azioni di combattimento mentre è impegnato contro un nemico degli Stati Uniti; oppure,
2. In azioni di combattimento mentre è impegnato in operazioni militari che comportano un conflitto con una forza straniera avversaria; oppure,
3. In azioni di combattimento mentre presta servizio presso forze straniere amiche, impegnate in un conflitto armato in cui gli Stati Uniti non sono parte belligerante.

L'atto o gli atti da encomiare devono essere compiuti in presenza di grave pericolo o con grave rischio personale, e devono essere compiuti in modo tale da rendere l'azione o gli atti dell'individuo altamente evidenti tra quelli di pari grado, livello, esperienza o posizione di responsabilità. L'accumulo di atti di eroismo minori non giustifica l'assegnazione della Navy Cross.
Come originariamente autorizzato, la Navy Cross poteva essere assegnata per meriti non bellici, ma la legge del 7 agosto 1942 ne limitò l'assegnazione agli atti di eroismo in combattimento. Le precedenti onorificenze al merito della Navy Cross, come quella al 9° Capo delle Operazioni Navali, Ammiraglio di Flotta Ernest King, non furono influenzate dal cambiamento di criterio.

## Descrizione e simbolismo

### Medaglia
Progettata dallo scultore americano James Earle Fraser, si presenta esteticamente così:
- Dritto: La medaglia è una croce patente modificata, larga circa 3,8 cm. Le estremità dei bracci sono arrotondate, mentre una croce patente convenzionale presenta i bracci dritti all'estremità. Ci sono quattro foglie d'alloro con bacche in ciascuno dei bracci rientranti della croce. Al centro della croce è raffigurato un veliero sulle onde, che naviga alla sinistra dell'osservatore. L'imbarcazione è una caravella simbolica del tipo utilizzato tra il 1480 e il 1500. Fraser scelse la caravella perché era un simbolo spesso utilizzato dall'Accademia Navale e perché rappresentava sia il servizio navale che la tradizione del mare. Le foglie d'alloro con bacche simboleggiano il successo.
- Verso: Al centro della medaglia, una croce patente in bronzo larga quattro centimetri e mezzo è ornata da ancore incrociate risalenti al periodo precedente al 1850, con cavi attaccati. Le lettere USN sono ben visibili tra le ancore.

La prima versione della Navy Cross (1919-1928) presentava una striscia bianca più stretta, mentre le cosiddette medaglie "Black Widow" ("Vedova Nera") assegnate dal 1941 al 1942 si distinguevano per il colore scuro dovuto alla finitura eccessivamente anodizzata. La medaglia è simile nell'aspetto alla Distinguished Service Cross britannica.

### Nastro
Il nastrino di servizio è di color blu navy con una striscia centrale bianca identica al nastrino di sospensione della medaglia. Il blu allude al servizio militare in marina mentre il bianco rappresenta la purezza dell'altruismo.
Ulteriori onorificenze della Navy Cross sono contrassegnate da stelle d'oro o d'argento da 1,8 cm (5/16 di pollice) apposte sulla sospensione e sul nastrino di servizio della medaglia. Una stella d'oro veniva assegnata per ciascuna delle onorificenze dalla seconda alla quinta, sostituita da una stella d'argento per indicare la sesta onorificenza. Ad oggi, nessuno ha ricevuto più di cinque onorificenze.

## Insigniti notevoli
Dalla sua istituzione, la medaglia è stata assegnata più di 6.300 volte.
Sul sito del Dipartimento della Difesa degli Stati Uniti viene dichiarato che, per atti di valore durante la seconda guerra mondiale, 3.008 Navy Cross sono state assegnate a destinatari della Marina e 1.081 a destinatari del Corpo dei Marines. Mentre per atti di valore durante la guerra di Corea, 49 Navy Cross assegnate a destinatari della Marina e 248 a destinatari del Corpo dei Marines. Invece, per quanto riguarda la guerra del Vietnam, sono state assegnate per atti di valore 126 Navy Cross a membri della Marina e 370 a membri del Corpo dei Marines.

### United States Navy

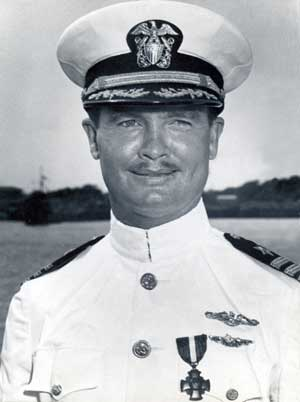
Il Comandante Samuel D. Dealey con al petto una delle quattro Navy Cross che ricevette, 19 ottobre 1943.

- Samuel David Dealey (quattro assegnazioni, una Army DSC e una MOH);
- Eugene B. Fluckey (quattro assegnazioni e una MOH);
- Dudley W. "Mush" Morton (quattro assegnazioni);
- Glynn R. "Donc" Donaho (quattro assegnazioni);
- Richard H. "Dick" O'Kane (tre assegnazioni e una MOH);
- Swede Vejtasa (tre assegnazioni e asso dell'aviazione navale);
- Creed Burlingame (tre assegnazioni);
- Gilbert C. Hoover (tre assegnazioni);

- Laurence A. Abercrombie (tre assegnazioni);
- William H. Brockman Jr. (tre assegnazioni);
- William O. Burch (tre assegnazioni);
- Samuel Adams (tre assegnazioni);
- Robert W. Hayler (tre assegnazioni, verrà intitolato un cacciatorpediniere di classe Spruance in suo onore);
- Albert David (due assegnazioni e una MOH);
- Lawson P. Ramage (due assegnazioni e una MOH);
- Bernard L. Austin (due assegnazioni);
- Felix Stump (due assegnazioni);
- John Thach (due assegnazioni);
- John McCloy (due MOH);
- Ernest J. King (9° Capo delle Operazioni Navali, uno dei quattro ammiragli della flotta della seconda guerra mondiale e omonimo della USS King (DDG-41)).

### United States Marine Corps

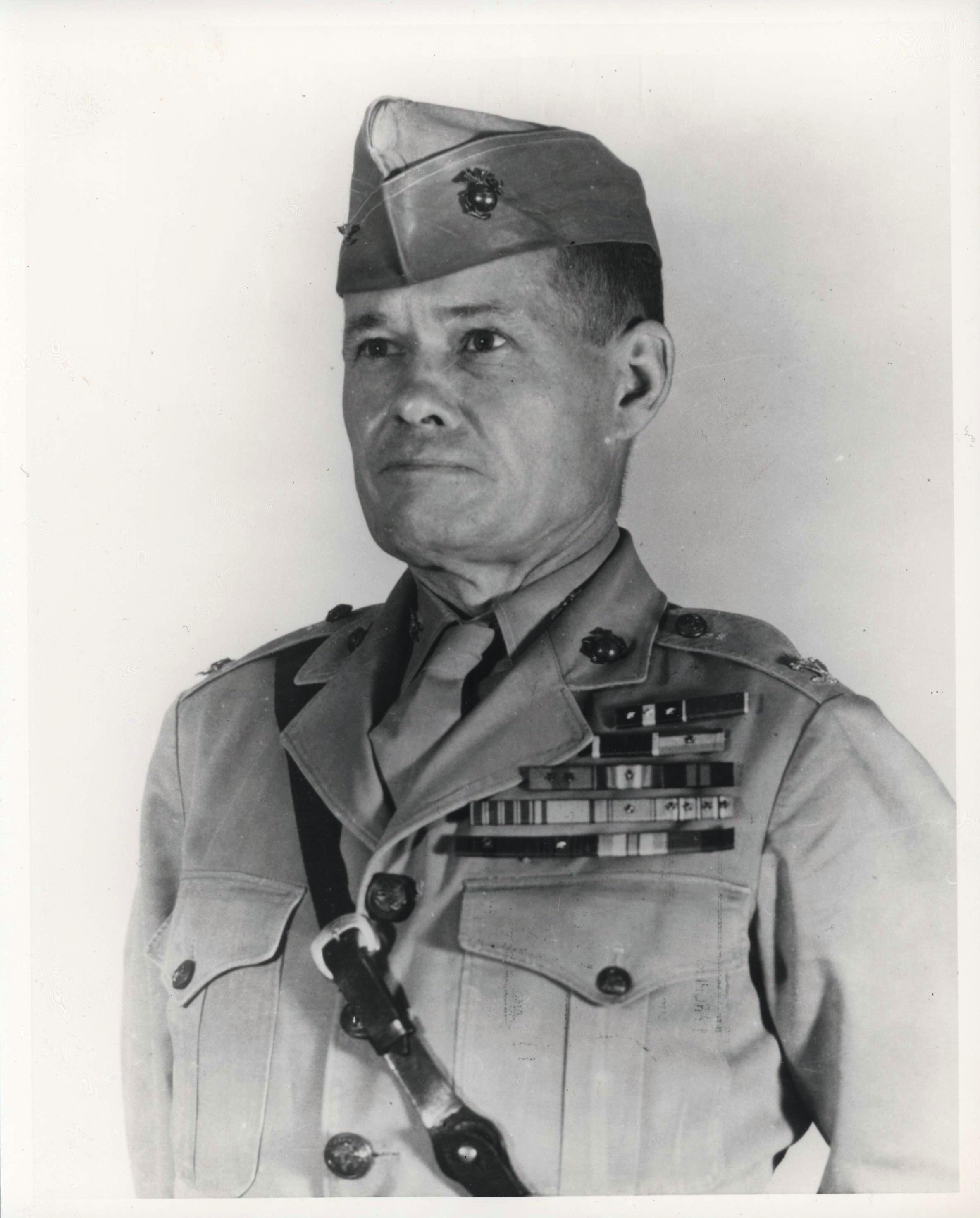
Il colonnello Lewis B. Puller nel 1945, si noti al petto, in alto a sinistra, il nastrino con tre stelle d'oro.

- Lewis "Chesty" Puller (cinque assegnazioni e una Army DSC);
- Harold C. Roberts (tre assegnazioni);

- Evans Carlson (tre assegnazioni);
- Merritt A. Edson (due assegnazioni e una MOH);
- Raymond Murray (due assegnazioni e una Army DSC)
- Martin Brandtner (due assegnazioni);
- William Perry Brown Jr. (due assegnazioni);
- Marion Eugene Carl (due assegnazioni);
- Lew Walt (due assegnazioni);
- John H. Yancey (due assegnazioni);
- Daniel Daly (due MOH e una Army DSC);
- Henry L. Hulbert (una Army DSC e una MOH);
- Alexander Vandegrift (e una MOH).

### United States Army
- John U.D. Page (e una MOH);
- John W. Mitchell (una DSC e tre DFC)
- Thomas George Lanphier Jr. (e una DFC);
- Rex T. Barber;
- Stephen J. Chamberlin.

### United States Coast Guard
- Frederick C. Billard;
- Raymond Evans;
- Elmer Fowler Stone;
- Philip F. Roach.

### Destinatari non statunitensi
- Nikoláj Efrémovič Basístyj ( Voenno-morskoj flot);
- Gordon Bridson ( Royal New Zealand Navy);
- Campbell Howard Buchanan ( Royal New Zealand Navy);
- Ernesto Burzagli ( Regia Marina);
- Harold Farncomb ( Royal Australian Navy);
- Izráil' Il'íč Fisanóvič ( Voenno-morskoj flot);
- Donald Gilbert Kennedy ( Royal New Zealand Navy);
- Seizō Kobayashi ( Dai-Nippon Teikoku Kaigun);
- Émile Henry Muselier ( Marine nationale);
- Peter Phipps ( Royal New Zealand Navy);
- Ronald Niel Stuart ( Royal Navy, primo ad ottenere una Navy Cross e una Victoria Cross, massima onorificenza al valore britannica);
- Iván Vasíl'evič Trávkin ( Voenno-morskoj flot);
- Tran Van Bay ( Lục quân Việt Nam Cộng hòa);
- Nguyen Van Kiet ( Hải quân Việt Nam Cộng hòa);
- Michaíl Vasíl'evič Grešílov ( Voenno-morskoj flot).